# Fujente
Fujente è un album di Enzo Gragnaniello, pubblicato nel 1990.

## Tracce
Lato A
1. Addio – 3:29
2. Tien a mmente – 3:56
3. Rosè – 4:08
4. Terra nera – 4:39
5. Quanti misteri – 5:35

Lato B
1. Fujente – 3:47
2. Anima e oro – 4:13
3. E vulevo bene a Maria – 4:26
4. Acqua mia – 3:55
5. Male che va – 3:39
6. Vedo maggio – 2:18

## Formazione
- Enzo Gragnaniello – voce, chitarra classica, programmazione, batteria elettronica
- Joe Amoruso – tastiera, programmazione, drum machine, percussioni, pianoforte, batteria elettronica
- Mimì Ciaramella – batteria
- Alphonso Johnson – basso
- Flavio Piscopo – percussioni
- Marco Sabiu – programmazione
- Lanfranco Fornari – batteria
- Vittorio Remino – basso
- Gianni Guarracino – chitarra elettrica, cori, chitarra classica, chitarra a 12 corde
- Tony Cercola – percussioni
- Michele Montefusco – chitarra classica, chitarra sintetica, chitarra elettrica
- Walfredo De Los Reyes Jr. – batteria
- Rino Zurzolo – basso
- Peppe Sannino – percussioni
- Elia Rosa – sassofono tenore